# Live in Japan (Fair Warning)
Live In Japan è il primo album dal vivo del gruppo AOR/hard rock tedesco Fair Warning.

## Tracce
1. Sunset (Intro)
2. Out on the Run
3. Longing for Love
4. When Love Fails
5. Eastern Sun *
6. Take Me Up
7. Long Gone
8. The Heat of Emotion
9. Take a Look at the Future
10. The Call of the Heart
11. In the Ghetto
12. Sukiyaki **
13. Hang on
14. The Eyes of Rock
15. One Step Closer
16. A Little More Love *
17. Mickey's Monkey

- *Zeno cover
- **canzone popolare giapponese

## Formazione
- Tommy Heart (voce)
- Andy Malecek (chitarra)
- Helge Engelke (chitarra)
- Ule Ritgen (basso)
- C.C.Behrens (batteria)